# Frans Cools
Frans Cools of François Cools (Crayford, 17 februari 1918 - Aartselaar, 3 september 1999) was een Belgische beroepsrenner (elite) van 1939 tot 1949. Nadien werd hij sportbestuurder van een wielerploeg.

## Palmares
- 1936-1937: Belgisch kampioen sprint op de baan bij de junioren
- 1940: Belgisch kampioen sprint op de baan bij de beroeprenners
- 1942-1943: Belgisch kampioen omnium op de baan bij de beroeprenners

Daarnaast won hij 6-tal wedstrijden op de weg, naast zijn deelnames in zesdaagsen.

## Sportbestuurder
Vanaf 1950 werd Cools dernygangmaker en ploegleider van de wielerploeg Poeders Dokter Mann, met onder meer Herman Vanspringel als renner van 1965 tot 1970. Diezelfde Herman Vanspringel werd tweede in de Ronde van Frankrijk van 1968, als lid van de nationale B-ploeg onder leiding van Frans Cools. Andere renners die koersten onder zijn leiding waren Georges Pintens, Daniel Van Ryckeghem, Jos Boons en Willy In 't Ven.
Hij was de vader van de renner Milo Cools.